# 埃宋
埃宋（Aeson，希臘文：Αἴσων）是希臘神話中的人物，伊奧爾科斯國王。他是阿爾戈英雄伊阿宋的父親，出身伊奧爾科斯王室。
埃宋是刻勒修斯與堤洛之子，透過他的母親，他與涅琉斯、珀利阿斯是同母異父的兄弟。貪婪的珀利阿斯為了統治整個色薩利，奪取了埃宋的王位並把他監禁在伊奧爾科斯的地牢裡。他的兒子伊阿宋逃到了半人馬族的居住地，伊阿宋在那裡受到喀戎的教導，成為一位智勇雙全的勇士。

## 外部參考
- . 痞客邦. 2011-03-10  [2025-02-19]. （原始内容存档于2025-02-21）.